# Edouard Guetat
Edouard Jacques Guetat (La Guillotière, 20 november 1845 - Sérézin-de-la-Tour, 1935) was een Frans jurist en hoogleraar aan de Universiteit van Grenoble.

## Biografie
Van 1875 tot 1876 doceerde Edouard Guetat burgerlijke rechtspleging en in 1876 tevens Romeins recht aan de Universiteit van Rijsel. Van 1876 tot 1879 doceerde hij vervolgens strafrecht aan de Universiteit van Grenoble. Van 1877 tot 1878 onderwees hij er vervolgens pandekten, gevolgd door rechtsgeschiedenis van 1878 tot 1879. Van 1879 tot 1918 was hij nadien hoogleraar strafrecht. Bijkomend doceerde hij van 1881 tot 1884 opnieuw rechtsgeschiedenis, gevolgd door notarieel recht van 1889 tot 1908 en door industrieel en arbeidsrecht van 1899 tot 1900. Op 19 mei 1918 werd hij benoemd tot erehoogleraar.

## Werken
- (fr)  Concours pour l'agrégation des Facultés de droit. Composition de droit français faite ... le 17 août 1876, par Édouard Guétat ... Explication de l'article 845 du Code civil, J. Ghémar, 1876, 10 p.
- (fr)  Composition de droit romain, J. Ghémar, 1876, 7 p.
- (fr)  Histoire élémentaire de droit français depuis ses origines gauloises jusqu'à la rédaction de nos codes modernes, Parijs, 1884 (volledige tekst online).

- International Standard Name Identifier: 0000 0003 9007 294X
- Siprojuris: 56330
- Système universitaire de documentation: 196980909
- Virtual International Authority File: 283579329